# Ртвели
Ртвели (на грузински: რთველი) е грузински празник на лозята и виното, една от най-колоритните грузински традиции. Той включва както събирането и обработката на гроздето, така и вечерните угощения.
Традицията на празника е позната в Грузия от хилядолетия, причина за която е виното, което се произвежда там от древни времена. В страната се отглеждат над 450 сорта грозде, 62 от които са включени в официалния списък на гроздовия асортимент, 29 – в списъка за производство на традиционните грузински вина и 9 – като десертни.

## Наименование
Наименованието на празника произлиза от древното грузинско stveli, което означава „събиране на плодове“. С течение на времето буквата S се заменя с R и думата придобива значение само като гроздобер.

## Времетраене
Провеждането на празника няма строго определена дата, а протича по време на гроздобер, различно за всяка от областите на страната. Обикновено това е краят на септември и началото на октомври и празникът трае от 5 до 7 дни. В по-студените краища на Рача-Лечхуми гроздоберът започва по-рано, а в южната Кахетия – малко преди настъпването на студовете. Тъй като около 80% от грузинските лозя се намират в Кахетия, там празникът е най-разпространен и се чества най-масово. В него се влага смисълът на края на един цикъл на живота и начало на нов.
През тези дни гроздето се събира от цялото семейство, а вечер се лее голямо количество алкохол, сервират се разнообразни блюда и цари веселие. Празникът е семеен и за периода на гроздобер по традиция се събират роднини и приятели. Не се кани никой, но всеки може да присъства и е добре дошъл.

## Занимания през деня
През деня цялото семейство, заедно с приятели и съседи, се събира на лозето и започва гроздоберът. Работи се или с голи ръце, или със специални ножици. Поставя се в кофи и се извозва за преработка. Всички съдове, свързани със събирането и подготовката на гроздето и виното, се мият и почистват много подробно и внимателно.
За събирането на гроздето и приготвянето на виното се използват специални съдови и инструменти:
- годори – продълговата кошница, плетена от дрянови клони, за събиране на гроздето
- сацнехели – дървено корито за намачкване на плодовете. Мачкането става обикновено с крака, обути в гумени ботуши. Съдът има специално отверстие, от което сокът се излива в квеври.
- Квеври – глинен съд, в който виното ферментира.
- Марани – изба, в която се закопават напълнените квеври за по-качествена ферментация.

Гроздето не се използва единствено за производство на вино. От събраната гроздова каша се прави силната напитка чача от типа на брендито, а от сока – пеламуши и чурчхела.

## Занимания вечерта
Прието е празничните вечери да преминават с размах и в изобилие. В големи количества се сервират всякакви грузински деликатеси – шашлик, хинкали, пикантно сациви, лобио, хачапури, придружени от изобилие от зеленчуци и плодове и задължително чурчхела. Количеството и разнообразието на сервираните ястия символизират не само богатия урожай, но са и предзнаменование за богата и успешна година.
Според традицията, колкото повече са гостите, толкова по-щастлива ще бъде годината. Младото вино се лее в изобилие, вдигат се тостове, като първият се започва от домакина (тамадата) и обикновено е посветен на родната земя, на празника, на гроздето, на новото вино. Това се повтаря всяка вечер през цялото време на празника. През деня се работи по гроздето, а вечерта се гуляе.